# American Party (film, 2002)
Pour les articles homonymes, voir American Party.
Série
Van Wilder 2: Sexy Party
(2006)
Pour plus de détails, voir Fiche technique et Distribution.
American Party : Van Wilder, relations publiques ou National Lampoon présente Van Wilder au Québec (National Lampoon's Van Wilder) est un film américain de Walt Becker sorti en 2002.

## Synopsis
Van Wilder étudie à l'université de Coolidge depuis sept ans et n'a jamais obtenu de diplôme. Il se débrouille mieux pour ce qui est d'organiser des soirées et de sécher les cours et de faire la fête en général, mais les rares fois où il va en cours il obtient des notes excellentes.
Excédé, son père décide de lui couper les vivres. Van Wilder va devoir se débrouiller seul et autrement pour financer et terminer ses études.
Parallèlement, Gwen Pearson, qui travaille pour la gazette du campus, mène une enquête sur ce cancre monumentalement populaire.
Van ne va pas tarder à tomber amoureux d'elle. Mais un adversaire de taille va vite lui mettre des bâtons dans les roues : le petit ami de Gwen.

## Fiche technique
Sauf indication contraire, les informations mentionnées dans cette section peuvent être confirmées par la base de données cinématographiques IMDb,  présente dans la section « Liens externes ».
- Titre original : National Lampoon's Van Wilder
- Titre français : American Party : Van Wilder, relations publiques
- Titre québécois : National Lampoon présente Van Wilder
- Réalisation : Walt Becker[1]
- Scénario : Brent Goldberg et David T. Wagner
- Décors : Rachel Kamerman
- Costumes : Alexis Scott
- Photographie : James R. Bagdonas
- Montage : Dennis M. Hill
- Musique : David Lawrence, Christopher Violette
- Production : Peter J. Abrams, Robert L. Levy, Jonathon Komack Martin et Andrew Panay
  - Coproduction : Rick Joseph, Peter Nelson et Ari Newman
  - Associée : Jeff Franks
  - Exécutive : Kirk D'Amico, Lucas Foster, Philip Von Alvensleben
- Sociétés de production : Myriad Pictures (en), Tapestry Films (en), In-Motion AG Movieand TV Productions, World Media Fonds et National Lampoon
- Sociétés de distribution : Artisan Entertainment (États-Unis), Metropolitan Filmexport (France)
- Budget : 5 millions de dollars américains
- Pays de production :  Allemagne,  États-Unis
- Langue originale : anglais
- Format : couleur - 35 mm - 1,85:1 - son Dolby Digital
- Genre : comédie, teen movie
- Durée : 93 minutes
- Dates de sortie :
  - États-Unis, Canada : 5 avril 2002
  - France : 9 juillet 2003

## Distribution
- Ryan Reynolds (VF : Pierre Tessier ; VQ : François Godin) : Vance « Van » Wilder Junior
- Tara Reid (VF : Laura Préjean ; VQ : Christine Bellier) : « Gwen » Elizabeth Pearson
- Kal Penn (VF : Serge Faliu ; VQ : Sébastien Reding) : Taj Mahal Badalandabad
- Paul Gleason (VF : Pierre Dourlens ; VQ : Aubert Pallascio) : le professeur McDoogle
- Tim Matheson (VF : Bernard Tiphaine ; VQ : Jean-Luc Montminy) : Vance Wilder Senior
- Daniel Cosgrove (VF : Guillaume Lebon ; VQ : Martin Watier) : Richard « Dick » Bagg
- Teck Holmes (VF : Alexis Tomassian ; VQ : Patrice Dubois) : Hutch
- Emily Rutherfurd (en) (VF : Kelvine Dumour) : Jeannie
- Alex Burns (VF : Patrick Mancini) : Gordon
- Tom Everett Scott (VF : Denis Laustriat) : Elliot Grebb (non crédité)
- Jason Winer (en) (VF : Jérémy Prévost) : Panos Patakos
- Simon Helberg : Vernon
- Chris Owen : Timmy, l'étudiant suicidaire
- Deon Richmond : « Mini Cochran »
- Ivana Božilović (de)[n 1] (VF : Marie-Eugénie Maréchal) : Naomi
- Kim Smith (en) : Casey
- Curtis Armstrong : l'officier Gibson, le policier du campus
- Sophia Bush : Sally
- J. Patrick McCormack (VF : Michel Prud'homme) : Dean Mooney
- Sarah Fairfax (VF : Déborah Perret) : Mme Seay
- Erik Estrada (VF : Éric Marchal) : lui-même
- Aaron Paul : la loque humaine
- Gregg Daniel (en) (VF : Éric Marchal) : le professeur d'anglais
- Lauren Birkell (VF : Déborah Perret) : la journaliste TV du campus
- Teesha Lobo (VF : Véronique Soufflet) : la jeune femme indienne sexy
- Edie McClurg : la guide touristique du campus
- Walt Becker : le pompier (non crédité)

 Source et légende : version française (VF) sur RS Doublage et Voxofilm
 Source et légende : version québécoise (VQ) sur Doublage.qc.ca

## Production

### Tournage
Le film a été tourné à l'Université de Californie à Los Angeles (UCLA), sauf pour les scènes de basketball, qui furent filmées au Matadome de Cal State Northridge.

### Suites
À la suite de son succès commercial, le film aura une suite, avec cette fois le personnage de Kal Penn en tête d'affiche, intitulée Van Wilder 2: Sexy Party, sorti directement en vidéo en 2006. Puis un film préquel, Van Wilder 3 : La Première Année de fac, sorti aussi directement en vidéo en 2009, complétant ainsi la trilogie.